# بي16
بي16 أو مثبط كيناز 2A المعتمد على السيكلين (CDKN2A) أو مثبط الأورام المتعددة 1
هو بروتين يعمل على إبطاء انقسام الخلية عن طريق إبطاء تقدم دورة الخلية من المرحلة G1 إلى المرحلة S وبالتالي يعمل بمثابة مثبط للورم، يُرمَّز بواسطة جين CDKN2A. يمكن أن يؤدي الحذف (حذف جزء من تسلسل الحمض النووي أثناء التنسخ) في هذا الجين إلى عدم كفاية p16 أو فشله تأديته وظيفته مما يؤدي إلى تسريع دورة الخلية ويؤدي إلى العديد من أنواع السرطان.